# The Curse of Peladon
The Curse of Peladon (La malédiction de Peladon)  est le soixante-et-unième épisode de la première série de la série télévisée britannique de science-fiction Doctor Who. Il fut originellement diffusé en quatre parties, du 29 janvier au 19 février 1972.

## Accroche
Le Docteur et Jo sont envoyés sur Peladon, une planète cherchant à rejoindre la fédération interstellaire. Or, quelqu'un semble vouloir saboter les négociations.

## Distribution
- Jon Pertwee — Le Docteur
- Katy Manning — Jo Grant
- David Troughton (en) — Le Roi Peladon
- Henry Gilbert (en) — Le Chancelier Torbis
- Geoffrey Toone (en) — Hepesh
- Gordon St. Clair — Grun
- George Giles — Capitaine des Gardes
- Nick Hobbs — Aggedor
- Stuart Fell (en) — Le corps d'Alpha Centauri
- Ysanne Churchman (en) — La voix d'Alpha Centauri
- Alan Bennion (en) — Izlyr
- Sonny Caldinez (en) — Ssorg
- Murphy Grumbar — Arcturus
- Terry Bale — Voix d'Arcturus
- Wendy Danvers — Amazonia

## Résumé
Le Roi de Peladon est sur le point de recevoir des émissaires galactiques afin de savoir s'il doit, oui ou non, rejoindre la fédération galactique. Ses deux conseillers sont partagés et alors que l'un d'entre eux, Hepesh, lui suggère que cela pourra mettre en colère Aggedor, une créature mythique crainte et révérée par la population, l'autre nommé Torbis est tué par une étrange créature. Alors que les différents délégués de la fédération, celui d'Alpha Centauri, Arcturus et Ssorg, un guerrier de glaces venu de Mars, le Docteur et Jo apparaissent, à la suite d'une manipulation ratée ayant ramené le TARDIS sur cette planète avant de l'envoyer involontairement au fond d'un ravin. Il est alors pris pour l'émissaire de la Terre et Jo, habillée pour une soirée avec le Capitaine Yates, est prise pour une princesse Terrienne. La nouvelle de la mort de Torbis n'est pas pour rassurer les délégués, qui voient en Peladon, une planète bien trop arriérée pour faire partie de la fédération. 
Après une tentative de meurtre sur le Docteur par le renversement d'une statue, Jo découvre un petit circuit imprimé non loin de la statue. Le Docteur soupçonne les guerriers des glaces qu'il n'apprécie pas particulièrement. Né, d'une mère terrienne, le roi de Peladon s'éprend de Jo, ce qui attire les soupçons des différents émissaires pensant qu'une alliance entre la Terre et Peladon est secrètement en train de se préparer. De plus, le sabotage sur l'appareil d'Arcturus et les fouilles de la pièce de Ssar par Jo, alimente les soupçons autour de la délégation du Docteur. Jo a une discussion avec les guerriers des glaces, qui lui informe que leur race est devenue totalement pacifique au fil du temps. Alors qu'il trouve la statue d'Aggedor, le Docteur est surpris par Hepesh et son serviteur, Grun, qui l'accusent de blasphème.
Le Docteur est invité à défendre son honneur lors d'un duel le lendemain contre le champion du royaume, et ce malgré les implorations de Jo envers le roi, qui souhaite l'épouser. Le Docteur accepte la proposition d'Hepesh de le délivrer, mais il s'agit d'un piège afin de pouvoir le tuer. En s'enfuyant dans les catacombe, il trouve la créature qu'Hepesh tente de faire passer pour Aggedor et essaye de l'hypnotiser grâce à une comptine vénusienne. Hélas, l'arrivée de Jo fait fuir la créature. Le Docteur est obligé d'être soumis au duel, mais parvient à devenir vainqueur sans tuer son adversaire. C'est alors qu'Arcturus tire sur le Docteur, avant d'être abattu.
Tous découvrent qu'une conspiration entre Arcturus et Hepesh visaient à faire échouer les pourparlers afin que Peladon deviennent un système indépendant avec lequel seul Arcturus aurait pu marchander. Après s'être enfui, Hepesh revient avec des hommes afin de faire un coup d'état sur le trône, mais il est arrêté par le Docteur qui a réussi à apprivoiser Aggedor. Peladon fait partie de la fédération et le roi de Peladon est officiellement couronné. Le Docteur et Jo estiment que leur apparition sur cette planète à cette époque est loin d'être fortuite et qu'il pourrait s'agir d'un arrangement des seigneurs du temps. À ce moment, la véritable déléguée de la Terre fait son apparition et le Docteur et Jo sont forcés de s'enfuir.

## Continuité
- Les guerriers des glaces reviennent cette fois-ci dans un rôle où ils ne sont plus des ennemis, mais une race d'extraterrestres comme les autres.
- Alpha Centauri et Arcturus sont les seuls à être nommés par le nom de leurs systèmes solaires.
- Le Docteur dit avoir été à un couronnement mais ne se souvient pas s'il s'agit de celui d'Élisabeth Ire ou de la reine Victoria.
- L'épisode aura une suite deux ans plus tard nommée The Monster of Peladon.
- Comme dans The Dæmons le Docteur chante une berceuse vénusienne et la chanson utilisée ici s'avère être "God Rest Ye Merry, Gentlemen" prononcée à l'envers.
- Même s'il n'en est fait mention que lors de la fin, les seigneurs du temps prennent une nouvelle fois partie dans des événements galactiques en envoyant le Docteur à cette époque.
- Lorsque la véritable déléguée de la Terre entend parler du Docteur, elle prononce la phrase "Doctor Who?" (Docteur Qui ?)

## Production

### Scénarisation
L'idée originale de cet épisode est né du refus de deux scénarios proposés en 1971 par Brian Hayles au script-éditor (le superviseur des scénarios) Terrance Dicks et nommés “The Brain-Dead” et “The Shape Of Terror” mais Dicks avait trouvé dans chaque scénario une idée intéressante, l'utilisation à contre emploi des guerriers des glaces et le scénario se déroulant en huis clos. À la suite d'une réunion, l'idée d'un scénario utilisant ces deux éléments aboutis à un projet nommé « The Curse » (la malédiction) puis "The Curse of Peladon" le 14 mai 1971. L'idée de Dicks et Hayles était que les soupçons se portent sur les guerriers des glaces pour s'apercevoir qu'ils ne sont pas les méchants. Haynes avait décrit dans son script Aggedor comme étant une sorte d'ours, mais le costume final en fera une créature bien plus simiesque. Conçue pour être filmé totalement en studio, l'épisode se voulait moins coûteux que « The Sea Devils »  et fut placé en ordre de production après cet épisode, recevant le code de production MMM.
Certains critiques ont pu voir dans cet épisode une allégorie de la Communauté économique européenne que l'Angleterre était à l'époque sur le point de rejoindre, avec l'allégorie d'une génération jeune et pacifiste représentée par le roi de Peladon devant faire face aux conseils d'Hepesh, représentant du conservatisme et du statu quo.

### Casting
- Le rôle du roi Peladon est joué par David Troughton, le propre fils de Patrick Troughton qui incarnait le second Docteur. David Troughton avait alors déjà joué des petits rôles dans « The Enemy Of The World » et « The War Games. » Il rejouera un rôle dans l'épisode de la nouvelle série « Un passager de trop. »
- Geoffrey Toone avait tenu le rôle de Temmosus dans le film Dr. Who et les Daleks.
- Pour des raisons de coûts et de changements de contrats, ni Nicholas Courtney, ni Richard Franklin et ni John Levene n'apparaissent dans cet épisode.

### Tournage
Le réalisateur engagé pour cet épisode fut Lennie Mayne, un nouveau réalisateur pour la série qui avait déjà travaillé entre autres pour les séries Troubleshooters et Vendetta. Le tournage débuta par deux jours d'enregistrement des plans de maquettes du 15 au 17 décembre 1971 au BBC Television Centre Puppet Theatre puis par deux jours de tournage aux studios d'Ealings où furent jouées les scènes d'escalade ainsi que la scène de combat entre le Docteur et Grun. S'étant aperçu que les vêtements de Katy Manning ne correspondait pas à ceux habituellement portées par le personnage, il fut brièvement évoqué qu'elle les portait pour un rendez-vous avec le Capitaine Mike Yates.
Le tournage en studio débuta après les fêtes de la nouvelle année les 17 et 18 janvier 1971 au studio 4 du Centre télévisuel de la BBC par le tournage des deux premières parties. Au cours de ce tournage, Mayne s'aperçut que le costume créé pour le personnage d'Alpha Centauri le rendait étrangement phallique et la costumière dû masquer cet aspect en lui confectionnant une cape jaune,.
Le tournage de l'épisode se termina deux semaines plus tard par la réalisation des parties 3 et 4.

## Diffusion et Réception
| Épisode                                                                                      | Date de diffusion | Durée | Téléspectateurs en millions | Archives                        |
| -------------------------------------------------------------------------------------------- | ----------------- | ----- | --------------------------- | ------------------------------- |
| Épisode 1                                                                                    | 29 janvier 1972   | 24:32 | 10,3                        | Bandes PAL convertie en couleur |
| Épisode 2                                                                                    | 5 février 1972    | 24:33 | 11,0                        | Bande PAL convertie en couleur  |
| Épisode 3                                                                                    | 12 février 1972   | 24:21 | 7,8                         | Bande PAL convertie en couleur  |
| Épisode 4                                                                                    | 19 février 1972   | 24:16 | 8,4                         | Bande PAL convertie en couleur  |
| Diffusé en quatre parties du 29 janvier au 19 février 1972, l'épisode fit un très bon score. |                   |       |                             |                                 |

Prévu pour être le 3e épisode de la saison, l'épisode fut diffusé en second. Malgré une audience très confortable durant les premières semaine, l'épisode connu toutefois une chûte d'audience à la suite de la grève des mineurs de 1972 qui priva une partie de l'Angleterre d'électricité jusqu'au 19 février 1972. Cet accident industriel inspirera le scénario de « The Monster of Peladon. »
Paul Cornell, Martin Day, et Keith Topping décriront en 1995 dans le livre "Doctor Who : The Discontinuity Guide", l'épisode comme étant "ennuyeux mais valant le coup."  En 1998, les auteurs de "Doctor Who : The Television Companion"loueront l'inventivité, l'individualité des aliens et le changement des Guerriers des Glaces en personnages bons. Ils estiment que cet épisode est "une histoire divertissante et l'un des véritables joyaux de l'ère du Troisième Docteur."
En 2009, Mark Braxton de Radio Times qualifie l'épisode de "4 parties excitantes" apprécie Jo et les divers aliens mais estime qu'Aggredor ne fonctionne pas et aurait "mérité d'être plus grand."  Sur le site DVD Talsk John Sinnott donnera à The Curse of Peladon la note de 4,5/5 décrivant que cet épisode "à tout ce qu'un fan désire : des aliens intéressants, des vieux adversaires, un mystère solide, pas mal d'action et une bonne dose d'humour." Il apprécie particulièrement Hepesh ainsi que l'effort de faire une individualité à chaque alien, mais estime que le roi est assez mou, faisant un dirigeant assez exécrable et sa romance avec Jo n'est pas crédible. Christopher Bahn de The A.V. Club estime que cet épisode est un retour gagnant de l'ancienne formule, même si le genre du "meurtre mystérieux" ne fonctionne pas pleinement, et s'arrête à la fin du troisième épisode.

### Épisode Perdu
Dans les années 1960 et 70 à des fins d'économie, la BBC détruisit de nombreux épisodes de Doctor Who. La BBC effacera les cassettes vidéo des enregistrements couleurs à 625 lignes de l'épisode en 1975 et ne gardera que des enregistrements noir et blanc de l'épisode destinés à la vente à l'étranger. À la fin des années 1970, des copies NTSC en couleurs à 525 lignes furent redécouvertes au Canada, mais celle-ci ne s'accordait pas avec les standards de la BBC. De plus, la troisième partie était dans un état assez dégradé.
Un transfert rapide des 525 aux 625 lignes fut effectué en 1982 pour une rediffusion, ce qui usa totalement la bande NTSC et demanda un travail supplémentaire à l'équipe de restauration. Un enregistrement de la troisième partie fut retrouvé et donné à Ian Levine, qui l'offrit à l'équipe de restauration.

## Novélisation
L'épisode fut novélisé sous le titre Doctor Who and the Curse of Peladon par Brian Hayles lui-même et publiée en janvier 1975 sous le numéro 13 de la collection Doctor Who des éditions Target Book. Ce roman ne connut jamais de traduction à l'étranger.

## Éditions VHS, CD et DVD
L'épisode n'a jamais été édité en français, mais a connu plusieurs éditions au Royaume-Uni et aux États-Unis.
- L'épisode est sorti en VHS en août 1993 pour le trentième anniversaire de la série.
- En 1995, une lecture audio de la nouvelle par Jon Pertwee fut éditée par les éditions audiobook de la BBC.
- La bande son de l'épisode fut éditée sous format CD en novembre 2007 avec une narration de Katy Manning et contient une interview de l'actrice en bonus.
- Le 18 janvier 2010, la version restaurée de l'épisode eut droit à une sortie en DVD dans un coffret nommé "Peladon Tales" avec « The Monster of Peladon. » En bonus, celui-ci offre des commentaires audios par Katy Manning, Barry Letts, Terrance Dicks, Chris D’Oyly-John et Toby Hadoke ainsi que des documentaires sur la création de l'épisode, sur l'évolution des guerriers de glaces dans la série et sur le duo formé entre Jo et le Docteur.